# Ptosima
Ptosima ist eine Gattung der Unterfamilie Polycestinae der Familie der Prachtkäfer (Buprestidae). Er ist in Europa nur in einer Art mit zwei Unterarten vertreten.

## Beschreibung

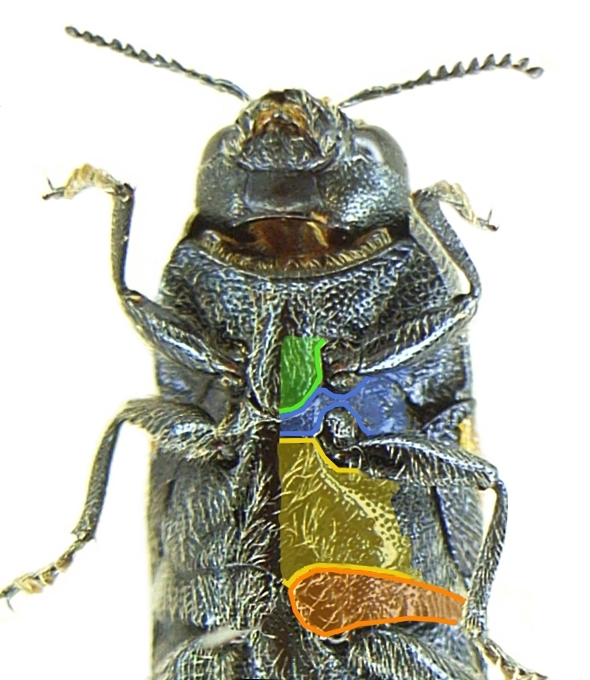
Ptosima undecimmaculata undecimmaculata
Detail Unterseite, rechts teilweise eingefärbt
grün:Prosternalfortsatz der Vorderbrust
blau: Mittelbrust
ocker: Hinterbrust
orange:Hinterhüften

Der Körper von Ptosima ist walzenförmig.
Der Kopf ist viel breiter als lang und deutlich schmäler als der Halsschild. Die Oberlippe ist rechteckig und vorn leicht ausgeschnitten. Die Oberkiefer sind stark gebogen und dreizähnig, ihre Innenseite oben ausgeschnitten. Das Kiefertasterendglied ist länglich eiförmig. Das Endglied der Lippentaster ist kurz, walzenförmig und abgestutzt. Die Fühler sind elfgliedrig, die 8 letzten Fühlerglieder nach innen stumpf gesägt. Der Hinterrand der Augen liegt nahe am Halsschild (Schläfen kurz).
Der Halsschild ist an der Basis gerade. Die Flügeldecken sind an der Basis gleich breit wie der Halsschild. Am Ende sind sie einzeln abgerundet und fein gezähnelt. Die weißliche Behaarung ist auf dem Halsschild nach vorn gerichtet. Das Schildchen ist klein und rund, aber deutlich sichtbar.
Die Höhlen der Vorderhüften sind hinten offen. Die Vorderhüften sind durch einen Fortsatz der Vorderbrust (Prosternatlfortsatz, Bild 1, grün) getrennt, der jedoch die Mittelbrust nicht überbrückt. Die Hinterhüften (Bild 1, orange) liegen breit der Hinterbrust an und sind zur teilweisen Aufnahme der Hinterschenkel hinten ausgehöhlt. Die Tarsen der Beine sind alle fünfgliedrig, die Klauen sind an der Basis gezähnt.
Die ersten beiden Abschnitte des Hinterleibs sind unten (Sternite) miteinander verwachsen.

## Vorkommen
Ptosima ist eine artenarme Gattung mit mehreren orientalischen, nearktischen und einer mitteleuropäischen Art.
Die Larven leben im Holz von toten Bäumen und Sträuchern und ernähren sich von diesem. Die Käfer fliegen keine Blüten an.

## Unterarten der europäischen Art
- Ptosima undecimmaculata undecimmaculata Herbst, 1784, kommt nicht auf Kreta vor
- Ptosima undecimmaculata metallescens Bílý, 1982, auf Kreta[3]